# Парада поноса у Загребу
Загребачка поворка поноса или Загреб прајд (енгл. Zagreb Pride), је ЛГБТ парада поноса у Загребу, главном граду Хрватске, која се први пут одржала 2002. године. Загреб прајд је прва успјешна парада поноса која се одржала у југоисточној Европи и одржава се сваке године. Чланови загребачке параде поноса тврде да су њихов рад надахнули стоунволска побуна и фронт ослобођења гејева.
Загреб прајд је самоидентификован као ЛГБТ парада и зато је 2003. године промијењено име из Геј прајд Загреб у Загреб прајд. Загреб прајд прима средства града Загреба и низа међународних организација и амбасада за људска права.
Манифестација се обично састоји од параде поноса кроз центар града са транспарентима, заставама и узвикиваним паролама, а затим слиједи окупљање у парку Зрињевац гдје говоре држе LGBTIQ активисти. Сваке године организатори усвајају тему и збирку принципа и вриједности које се зову „прајд платформа“, а која је осмишљена тако да се одражава на паради, говорима и објавама везаним за овај догађај.
Од 2011. године успостављена је „Недјеља поноса” са разним дневним политичким, активистичким и друштвеним догађајима, а све у вези са темом параде.
Загребачка, љубљанска и београдска парада поноса су „сестринске параде поноса”.